# Портильола
Портильо̀ла (на италиански: Portigliola, на местен диалект Portigghiòla, Портигиола) е село и община в Южна Италия, провинция Реджо Калабрия, регион Калабрия. Разположено е на 101 m надморска височина. Населението на общината е 1252 души (към 2011 г.).